# Euro
|  | «Euros» redirigeix aquí. Vegeu-ne altres significats a «Euros (mitologia)». |

|  | «EUR» redirigeix aquí. Vegeu-ne altres significats a «Esposizione Universale Roma». |

L'euro (codi codi de moneda: EUR.; símbol: €) és la moneda de vint dels vint-i-set estats membres de la Unió Europea, que en el seu conjunt es coneixen com a zona euro. Els estats són Alemanya, Àustria, Bèlgica, Croàcia, Eslovàquia, Eslovènia, Espanya, Estònia, Finlàndia, França, Grècia, Irlanda, Itàlia, Letònia, Lituània, Luxemburg, Malta, els Països Baixos, Portugal i Xipre. La moneda també és utilitzada en sis estats europeus més, amb acords formals o sense: Andorra, Kosovo, Mònaco, Montenegro, San Marino i la Ciutat del Vaticà. Consegüentment uns 334 milions d'europeus l'utilitzen diàriament. El 2013, més de 210 milions de persones utilitzaven monedes que tenien un canvi fix respecte a l'euro, més de 182 milions de les quals vivien a l'Àfrica.
L'euro és la segona moneda de reserva més gran i la segona moneda més canviada al món després del dòlar dels Estats Units. El novembre del 2008, amb més de 751 bilions d'euros en circulació, era la moneda amb un valor més alt en circulació al món, en haver superat el dòlar estatunidenc.
El nom d'euro va ser oficialment adoptat el 16 de desembre del 1995. L'euro va ser introduït als mercats financers mundials com a moneda de comptabilitat l'1 de gener del 1999, en substitució de l'anterior unitat monetària europea, l'ecu, en termes paritaris. Les monedes i els bitllets d'euro entraren en circulació el 1r de gener del 2002.
L'any 2002 fou guardonat, de forma simbòlica, amb el Premi Internacional Carlemany per la seva tasca a favor de la integració i la unió europees.

## Història
El projecte de crear una moneda europea comuna neix cap als anys 1970. Antoine Schwartz explicava el 2012 algunes de les dificultats inicials. Segons ell, a finals dels anys 1980, el projecte era defensat fonamentalment pels responsables francesos, encapçalats pel president François Mitterrand, que volien rellançar la integració europea i intentar limitar creixent hegemonia del marc alemany. Els dirigents alemanys eren reticents i per apaivagar-la, el president francès va concedir la liberalització completa dels moviments de capital. A més, un comitè encapçalat pel que en aquells anys era el president de la Comissió Europea, Jacques Delors, va fer una proposta que fos acceptable pel banc central d'Alemanya. En resum, proposava que la unió monetària es realitzés segons les condicions fixades per Alemanya, és a dir, la creació d'un Banc Central Europeu, independent del poder polític i amb l'única finalitat de mantenir un baix nivell d'inflació. A més a més, es prohibiria al Banc concedir préstecs als Estats i s'obligaria aquests a recórrer als mercats financers o a la banca privada per a obtenir finançament, mentre que el Banc Central Europeu sí que podria concedir crèdits els bancs privats a una taxa d'interès preferencial.

### Primers estats adherits
El Tractat de la Unió Europea, en vigor des de 1993, va preveure la creació d'una unió econòmica i monetària amb la introducció d'una moneda única (que aleshores es pensava anomenar ECU). N'havien de formar part els Estats que complissin una sèrie de condicions i s'introduiria de manera gradual. La data inicialment prevista es va anar retardant. Finalment, els estats membres de la Unió Europea van acordar, el 15 de desembre de 1995 a Madrid, la creació d'una moneda comuna europea –ja sota la denominació d'«euro»– amb data de posada en circulació el gener de l'any 2001.

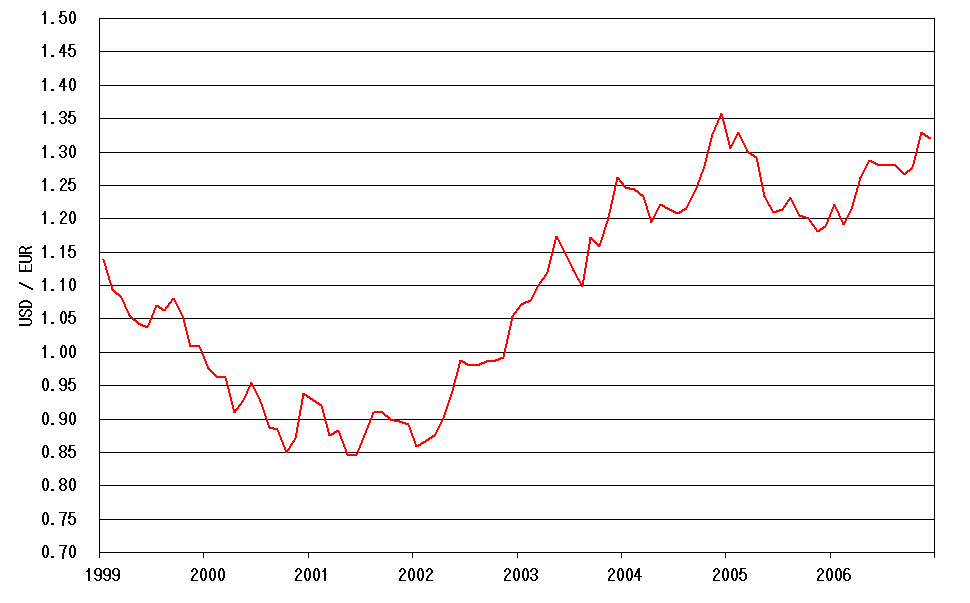
Evolució de la cotització de l'euro respecte al dòlar dels Estats Units del 1999 al 2006

El primer pas en la introducció de la nova moneda es va donar oficialment el 1r de gener de 1999, quan van deixar d'existir com a sistemes independents les monedes dels onze Estats de la Unió que es van acollir al pla de la moneda única, la zona euro:
Alemanya, Àustria, Bèlgica, Espanya, Finlàndia, França, Irlanda, Itàlia, Luxemburg, els Països Baixos i Portugal.
Andorra, per la seva part, també va adoptar l'euro. El 1r de gener del 2001 s'hi va incorporar Grècia. Això no obstant, a causa del període necessari per fabricar els nous bitllets i monedes, les antigues monedes estatals, malgrat haver perdut la cotització oficial en el mercat de divises, van romandre com a mitjà de pagament fins al 1r de gener del 2002, quan van ser reemplaçades per bitllets i monedes d'euro. Els nous bitllets i monedes van tenir un període de coexistència amb les predecessors monedes estatals fins que van ser retirades definitivament de la circulació. Aquest període de coexistència va tenir diferents calendaris als estats que van adoptar l'euro.
Dinamarca, el Regne Unit i Suècia no han adoptat la moneda única. Dinamarca va rebutjar l'euro en un referèndum portat a terme el 28 de setembre del 2000, amb una participació del 86% i on el 53,1 per cent dels votants es van manifestar contra l'adopció de la nova moneda europea. El referèndum suec del 14 de setembre del 2003, dies després de l'assassinat de la ministra Anna Lindh, impulsora de l'adopció de l'euro, va acabar amb poc més del 56% de l'electorat votant-hi en contra. La qüestió quedava així posposada almenys durant cinc anys, transcorreguts els quals es podria repetir el referèndum.
El 1r de gener del 2002, des de la vesprada,va ser el primer dia de circulació de la nova moneda europea, 1 euro es va canviar per 0,9038 dòlars. El juliol del 2002 l'euro va sobrepassar la paritat amb el dòlar en el mercat de divises per primera vegada des de febrer del 2000, i s'ha mantingut en aquesta situació. El 15 de juliol del 2008 l'euro va assolir el seu valor màxim fins al moment, amb una taxa de canvi d'1,5990 dòlars per euro.
| Moneda             | Codi | Taxa de canvi | Data d'establiment de la taxa de canvi | Data de substitució per l'euro |
| ------------------ | ---- | ------------- | -------------------------------------- | ------------------------------ |
| Escut portuguès    | PTE  | 200,482       | 31 de desembre de 1998                 | 2002                           |
| Florí neerlandès   | NLG  | 2,20371       | 31 de desembre de 1998                 | 2002                           |
| Franc belga        | BEF  | 40,3399       | 31 de desembre de 1998                 | 2002                           |
| Franc francès      | FRF  | 6,55957       | 31 de desembre de 1998                 | 2002                           |
| Franc luxemburguès | LUF  | 40,3399       | 31 de desembre de 1998                 | 2002                           |
| Lira italiana      | ITL  | 1.936,27      | 31 de desembre de 1998                 | 2002                           |
| Lliura irlandesa   | IEP  | 0,787564      | 31 de desembre de 1998                 | 2002                           |
| Marc alemany       | DEM  | 1,95583       | 31 de desembre de 1998                 | 2002                           |
| Marc finlandès     | FIM  | 5,94573       | 31 de desembre de 1998                 | 2002                           |
| Pesseta espanyola  | ESP  | 166,386       | 31 de desembre de 1998                 | 2002                           |
| Xíling austríac    | ATS  | 13,7603       | 31 de desembre de 1998                 | 2002                           |
| Dracma grega       | GRD  | 340,750       | 19 de juny de 2000                     | 2002                           |
| Tolar eslovè       | SIT  | 239,640       | 11 de juliol de 2006                   | 2007                           |
| Lira maltesa       | MTL  | 0,429300      | 10 de juliol de 2007                   | 2008                           |
| Lliura xipriota    | CYP  | 0,585274      | 10 de juliol de 2007                   | 2008                           |
| Corona eslovaca    | SKK  | 30,1260       | 8 de juliol de 2008                    | 2009                           |
| Corona estoniana   | EEK  | 15,6466       | 13 de juliol de 2010                   | 2011                           |
| Lats letó          | LVL  | 0,702804      | 9 de juliol de 2013                    | 2014                           |
| Litas lituà        | LTL  | 3,45280       | 23 de juliol de 2014                   | 2015                           |
| Kuna croata        | HRK  | 7,53450       | 12 de juliol de 2022                   | 2023                           |

Alguns Estats com Finlàndia i els Països Baixos tracten de fer desaparèixer les monedes d'1 i 2 cèntims, ja que el cost de fabricació és més gran que el seu valor nominal. L'alternativa consisteix a implantar un sistema pel qual els preus no es modifiquen, però a l'hora de pagar s'arrodoneixen a 0 i a 5 cèntims per fer desaparèixer les monedes més petites.

### Ampliació posterior
La majoria dels deu Estats que van ingressar a la UE amb l'ampliació de maig del 2004 encara no han pogut adoptar l'euro. No obstant això, els respectius governs estan prenent les mesures necessàries per implementar-la com a moneda pròpia, encara que aquest procés pot trigar diversos anys.
El 16 de juny del 2006, els caps d'Estat i de Govern dels Vint-i-cinc van aprovar la proposta de la Comissió Europea de l'entrada d'Eslovènia a l'euro per a l'1 de gener del 2007. Des d'aquella data, el Banc d'Eslovènia va deixar d'emetre tolars i encunyà l'euro amb la seva pròpia cara estatal, que representa paisatges i herois nacionals. La moneda d'un euro, per exemple, recull la figura de Primož Trubar, autor del primer llibre imprès a Eslovènia al segle xvi.
A la cimera del 21 i 22 de juny del 2007, els caps d'Estat i de Govern van tornar a aprovar l'entrada de dos estats més a la zona euro: Malta i Xipre, per al 1r de gener del 2008. El 8 de juliol del 2008, els ministres d'Economia i Finances de la Unió Europea van aprovar l'entrada d'Eslovàquia a la zona euro a partir del 1r de gener del 2009.
Pel que fa als països bàltics, el 16 de juny del 2010 el Parlament Europeu va aprovar l'entrada d'Estònia a l'euro a partir del 1r de gener del 2011. El 9 de juliol de 2013, el Consell ECOFIN va aprovar l'entrada a l'euro de Letònia a partir del 1r de gener del 2014. El 23 de juliol de 2014, el Consell va aprovar l'entrada a l'euro de Lituània a partir del 1r de gener de 2015. El 12 de juliol del 2022 fou el torn de Croàcia que va veure el vist-i-plau del Consell a partir del 1r de gener de 2023.
S'espera que, segons es vagin consolidant les economies dels nous estats incorporats en les últimes ampliacions, aquests països vagin unint-se a la zona euro gradualment.

## Utilització
S'anomena la zona euro el conjunt dels Estats que han adoptat oficialment la moneda única; altres estats com Andorra, Mònaco, San Marino i el Vaticà també han decidit fer servir l'euro. Territoris d'ultramar d'alguns dels estats de la zona euro, com la Guaiana Francesa, l'illa de la Reunió, Saint-Pierre i Miquelon i Martinica, també usen l'euro.
Mònaco, San Marino i el Vaticà usen l'euro en virtut d'acords signats amb membres de la Unió Europea (Itàlia en el cas de San Marino i el Vaticà; França en el cas de Mònaco).
Andorra, Montenegro i Kosovo també usaven monedes que van ser reemplaçades per l'euro (el franc francès i la pesseta espanyola en el cas d'Andorra, i el marc alemany en el cas de Montenegro i Kosovo). Han adoptat ara l'euro com la seva moneda de facto, sense haver signat cap acord legal amb la UE que explícitament els permeti fer-ho. L'octubre del 2004, Andorra va començar a negociar un acord monetari amb la UE que li permetrà emetre monedes d'euro tal com fan actualment Mònaco, San Marino i el Vaticà, a partir del 1r de gener del 2012.
Moltes de les monedes estrangeres que tenien un tipus de canvi fix respecte a les anteriors monedes europees van passar a tenir-lo respecte a l'euro. Per exemple, l'escut de Cap Verd, que estava lligat a l'escut portuguès, té ara el tipus de canvi fix respecte a l'euro. El mateix va passar amb el franc CFA, el franc CFP i el franc de les Comores, lligats al franc francès, i el marc convertible de Bòsnia i Hercegovina, lligat al marc alemany, ara lligats a l'euro. L'euro és àmpliament acceptat a Cap Verd de manera informal, i el novembre del 2004, durant una reunió a Portugal, el primer ministre de Cap Verd va considerar formalment acceptar l'euro com una de les monedes del país. També el Timor Oriental va continuar utilitzant l'escut portuguès com a moneda de curs legal el 1999, quan l'escut ja estava integrat oficialment dins l'euro. No es va arribar a usar la nova moneda europea, però, ja que va ser el dòlar nord-americà que s'acabaria introduint com l'única moneda de curs legal al territori timorès.
Des de desembre del 2002, Corea del Nord va passar del dòlar a l'euro com a moneda oficial per a totes les seves transaccions internacionals. Des d'aleshores l'euro també ha substituït el dòlar en gran part del mercat negre i en locals on el dòlar s'usava prèviament. Igualment la Xina i Rússia han transferit una gran part de les seves reserves de divises del dòlar a l'euro.
En total, l'euro és la moneda oficial de 31 estats i territoris. Igualment hi ha 27 estats i territoris que tenen una unitat monetària lligada a l'euro, incloent-hi 16 estats de l'Àfrica Occidental com el Senegal i el Camerun, tres territoris d'ultramar incloent-hi la Polinèsia Francesa i Nova Caledònia, dues illes africanes on la moneda estava abans lligada a la moneda francesa o portuguesa i tres països prèviament comunistes en què la moneda estava lligada a l'alemanya com ara Macedònia. També el Marroc, Dinamarca i Hongria tenen una moneda lligada a l'euro.

## Símbol

Símbol de l'euro, amb els colors oficials

El símbol oficial de l'euro, €, s'inspira en l'alfabet grec, concretament en la lletra èpsilon. S'escollí aquest símbol en referència a la inicial d'Europa, «E». Les dues línies paral·leles que creuen la lletra simbolitzen l'estabilitat d'aquesta moneda. De les deu propostes que es van presentar a concurs per triar el símbol de la nova moneda, es va escollir el disseny que havia proposat un equip de quatre experts dels quals no s'ha fet públic el nom.
El codi internacional de tres lletres (d'acord amb l'ISO standard ISO 4217) per l'euro és EUR. En Unicode es codifica en U+20AC € euro.
Pel que fa al símbol del cèntim de l'euro, no hi ha cap recomanació oficial, i s'acostuma a usar la lletra ce minúscula, c.

## Bitllets i monedes
L'euro està dividit en 100 cèntims. Totes les monedes d'euro i de cèntim (fins i tot les monedes commemoratives de 2 euros) tenen una cara comuna, el revers, que mostra el valor en xifres i la inscripció EURO o EURO CENT i un mapa; fins al 2007 s'hi representaven estrictament els 15 estats inicials de la Unió Europea amb les fronteres estatals marcades. Aquest disseny original de la cara comuna de les monedes és obra de Luc Luycx, de la Reial Fàbrica de Moneda de Bèlgica. A partir del 2007 va canviar el disseny i el mapa que hi figura des de llavors és el d'una Europa compacta, sense fronteres. Les primeres monedes amb aquest nou disseny foren les d'Eslovènia, que va adoptar l'euro l'1 de gener del 2007; la resta dels estats de la zona euro l'havien d'anar adoptant progressivament i el 2008 ja fou obligatori per a totes les noves emissions.
L'altra cara de les monedes, l'anvers, mostra una imatge escollida per cadascun dels estats emissors de moneda. Totes les monedes es poden fer servir en qualsevol dels estats membres.
De monedes, en circulen d'1, 2 i 5 cèntims (d'acer recobert de coure), de 10, 20 i 50 cèntims (d'un aliatge de coure anomenat or nòrdic), d'1 euro (bimetàl·lica, de cuproníquel a l'interior i níquel-llautó a l'exterior) i de 2 euros (bimetàl·lica, de níquel-llautó a l'interior i cuproníquel a l'exterior). A Finlàndia i als Països Baixos només encunyen monedes d'1 i 2 cèntims pels numismàtics, ja que el valor mínim són 5 cèntims, encara i tot són de curs legal. A Espanya han encunyat monedes de 12 euros d'argent, hereves directes de les monedes de 2000 pessetes, que foren substituïdes per monedes de 20 euros i aquestes per les actuals de 30 euros. Totes només són oficials a l'estat, encara que la seva circulació és molt limitada (mireu l'article Monedes commemoratives d'argent (Espanya)).
Tots els bitllets tenen un disseny comú en ambdues cares, amb una forma i un color distintius per a cadascun dels valors. El disseny dels bitllets és de Robert Kalina, del Banc Central d'Àustria, i cadascun té un tema comú sobre l'arquitectura europea dels diferents períodes artístics. L'anvers dels bitllets representa portes o finestres, mentre que al revers hi figuren ponts; s'ha tingut cura que els dibuixos siguin representatius dels diferents estils arquitectònics però que no mostrin cap monument existent en l'actualitat, per tal d'evitar controvèrsies entre quins s'havien de triar i quins no.
Els bitllets que circulen, fets en un 100% de fibra de cotó, són de: 
| Valor del bitllet | Estil arquitectònic representat      | Color principal del bitllet |
| ----------------- | ------------------------------------ | --------------------------- |
| 5 euros           | arquitectura grega clàssica i romana | gris                        |
| 10 euros          | romànic                              | vermell                     |
| 20 euros          | gòtic                                | blau                        |
| 50 euros          | Renaixement                          | ataronjat                   |
| 100 euros         | barroc i rococó                      | verd                        |
| 200 euros         | modernisme                           | groc marronós               |
| 500 euros         | contemporani                         | lila                        |

## Mètodes de seguretat antifalsificació

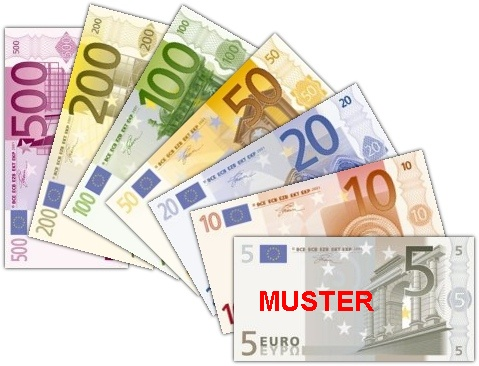
Bitllets d'euro

Els bitllets d'euro tenen incorporades diverses mesures de seguretat per dificultar-ne la falsificació. Aquestes mesures són de diferents tipus i es poden detectar al tacte i a la vista. Els bitllets estan dividits en dues categories: els bitllets petits i els grans. Cada categoria incorpora unes mesures de seguretat diferents. Els bitllets petits són els de 5, 10 i 20 €, mentre que els grans són els de 50, 100, 200 i 500 €.

### Mesures de detecció pel tacte
Hi ha dues característiques de fabricació que es noten al tacte i serveixen per determinar si un bitllet és fals o vertader. Aquestes característiques són comunes a tots els bitllets.
Paper
El paper que s'utilitza per a la fabricació dels bitllets d'euro és un paper de cotó que li confereix una textura ferma i amb caràcter que li dona unes característiques de resistència i aspror al tacte.
Impressió en relleu
El sistema d'impressió que s'utilitza per a la confecció dels bitllets dona un relleu als nombres i als textos que hi figuren. Aquest relleu és plenament apreciable al tacte. Els bitllets de 200 i 500 € tenen marques tàctils destinades a facilitar el reconeixement d'aquests bitllets concrets a les persones amb deficiència en la visió.

### Mesures de detecció a la vista
Les mesures que es detecten amb la vista són les principals i més variades. Algunes es detecten a simple vista, altres cal girar el bitllet per a veure i altres cal utilitzar una llum ultraviolada per detectar-les.

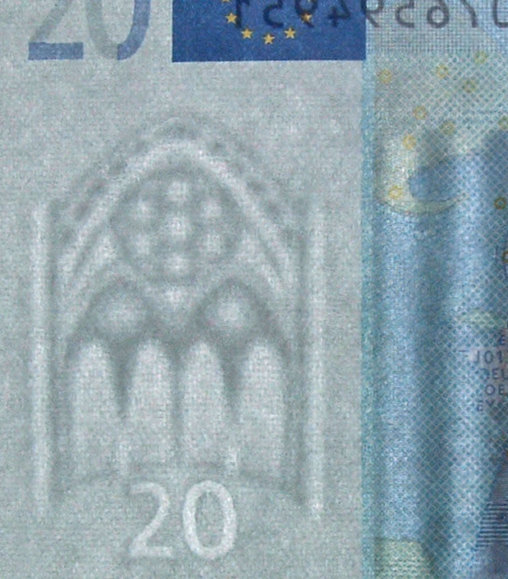
Marca a l'aigua en un bitllet de 20 €

- Entre les mesures que es detecten a simple vista o a contrallum hi ha:

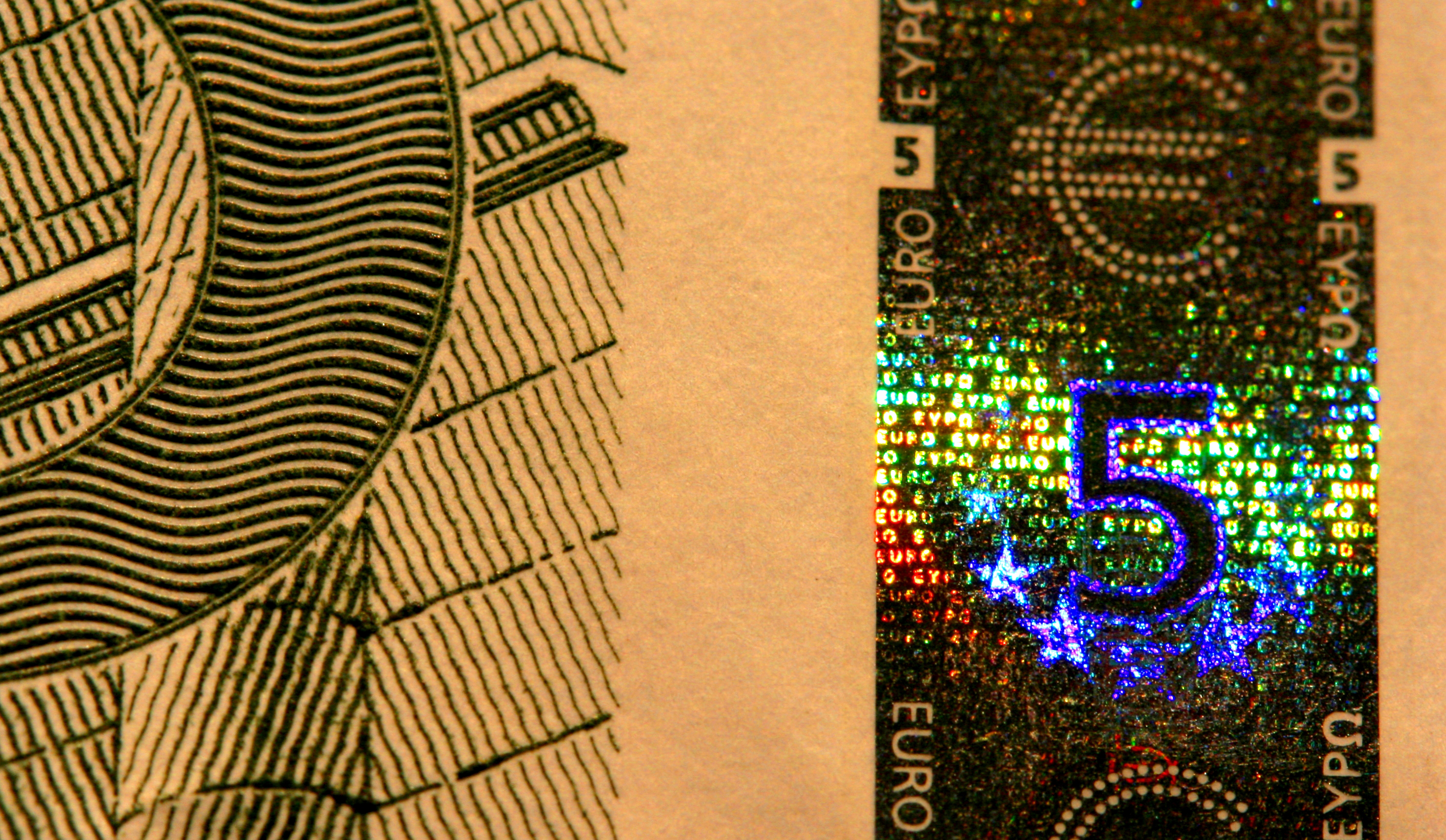
Banda hologràfica d'un bitllet de 5 €

Marca a l'aigua
Les marques a l'aigua o filigranes es poden apreciar a contrallum i es realitzen mitjançant diversos graus de gruix del paper. Si es posa el bitllet sobre una superfície fosca, les zones clares de la marca a l'aigua s'enfosqueixen; això es veu molt fàcilment a les xifres que marquen el valor del bitllet realitzades en filigrana.
Motiu coincident
En un cantó del bitllet s'aprecien traços discontinus en ambdues cares; si es posa el bitllet a contrallum, les traces de les dues cares formen la xifra del valor del bitllet.
Fil de seguretat
Encastat a l'interior del paper de què està fet el bitllet hi ha un petit fil metàl·lic de seguretat. Si es mira a contrallum es pot observar dins d'aquest fil de seguretat, escrit amb lletra petita, el valor del bitllet i la paraula «euro».
Puntejat
Es pot veure a contrallum, a la banda o al pedaç hologràfic, un punteig que conforma la paraula «euro» i el valor del bitllet.
- Entre les mesures que es detecten girant el bitllet hi ha les següents:

Motiu hologràfic
Tots els bitllets porten inserit un motiu hologràfic. En els bitllets petits aquest motiu és una banda lateral, mentre que en els grans és un pedaç. Els bitllets grans tenen un pedaç en el qual es representa la xifra del valor del bitllet i una finestra o porta que s'alternen. Com a fons hi ha una sèrie de cercles concèntrics amb microtext que va del centre a la vora.
A la banda hologràfica que incorporen els bitllets petits, la imatge que representa l'holograma va canviant entre les xifres del valor del bitllet i el símbol de l'euro, €. A les vores, en lletra petita, s'indica el valor del bitllet.
Banda iridescent
Els bitllets petits incorporen una banda iridescent al revers. Aquesta banda és de color daurat i s'hi mostra el valor del bitllet.
Tinta que canvia de color

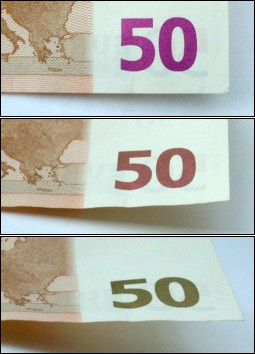
El mateix cantó d'un bitllet de 50 € segons li toca la llum des de diferents angles

El revers de la xifra que indica el valor del bitllet està imprès amb una tinta que canvia de color depenent de l'angle d'incidència de la llum. El color passa de morat a verd oliva o marró.
- Altres mesures:

Microtext
En els grans caràcters gràfics que apareixen als bitllets es poden observar, mirant-ho amb lupa, textos nítids que n'omplen l'interior.
Exposició a la llum ultraviolada
Quan el bitllet s'exposa a la llum ultraviolada s'aprecien diversos efectes. El paper no resplendeix i s'hi veuen fibres de color vermell, verd i blau incrustades a dins. La bandera de la Unió Europea es veu resplendent en verd, amb les estrelles de color taronja. La signatura del president del Banc Central Europeu es veu en verd. A l'anvers resplendeixen les estrelles grans i els cercles petits, mentre que al revers es veuen resplendir el mapa d'Europa i el pont.

## Polèmica
S'ha plantejat la hipòtesi segons la qual la implantació de l'euro com a moneda única de la Unió Europea ha provocat un augment de la inflació molt superior a l'enregistrat pels índexs d'inflació oficials publicats pels estats membres. Aquesta percepció ha estat objecte d'alguns estudis sociològics importants. Segons aquests mateixos estudis, van començar a percebre aquest augment poc després de la desaparició del període de doble circulació de l'euro amb les monedes nacionals, i perdura fins avui en dia.